# 11517 Esteracuna
11517 Esteracuna è un asteroide della fascia principale. Scoperto nel 1991, presenta un'orbita caratterizzata da un semiasse maggiore pari a 3,1136125 UA e da un'eccentricità di 0,1503729, inclinata di 0,59846° rispetto all'eclittica.